# Sân bay Yellowknife
Sân bay Yellowknife (IATA: YZF, ICAO: CYZF) là một sân bay ở Yellowknife, Northwest Territories, Canada. Sân bay này thuộc hệ thống sân bay quốc gia và do chính quyền Northwest Territories vận hành. Đây là sân bay bận rộn nhất ở phía bắc Canada.
Sân bay này được phân hạng là sân bay lối vào (airport of entry) theo phân hạng của NAV CANADA.

## Các hãng hàng không và các tuyến điểm
- Air Canada
  - Air Canada Jazz (Calgary, Edmonton, Vancouver [seasonal])
- Air Tindi (Fort Simpson, Lutsel K'e, Rae Lakes, Snare Lake, và Wha Ti)
- Arctic Sunwest Charters (Lutsel K'e, Charters)
- Buffalo Airways (Hay River)
- Canadian North (Calgary, Cambridge Bay, Edmonton, Gjoa Haven, Hay River, Inuvik, Iqaluit, Kugaaruk, Kugluktuk, Norman Wells, Ottawa, Rankin Inlet, Taloyoak)[4]
- First Air (Cambridge Bay, Gjoa Haven, Edmonton, Fort Simpson, Hay River, Kugaaruk, Kugluktuk, Inuvik, Rankin Inlet, Taloyoak, Ulukhaktok)
- Northwestern Air (Fort Smith)
- North-Wright Airways (Deline)